# Tetrapol

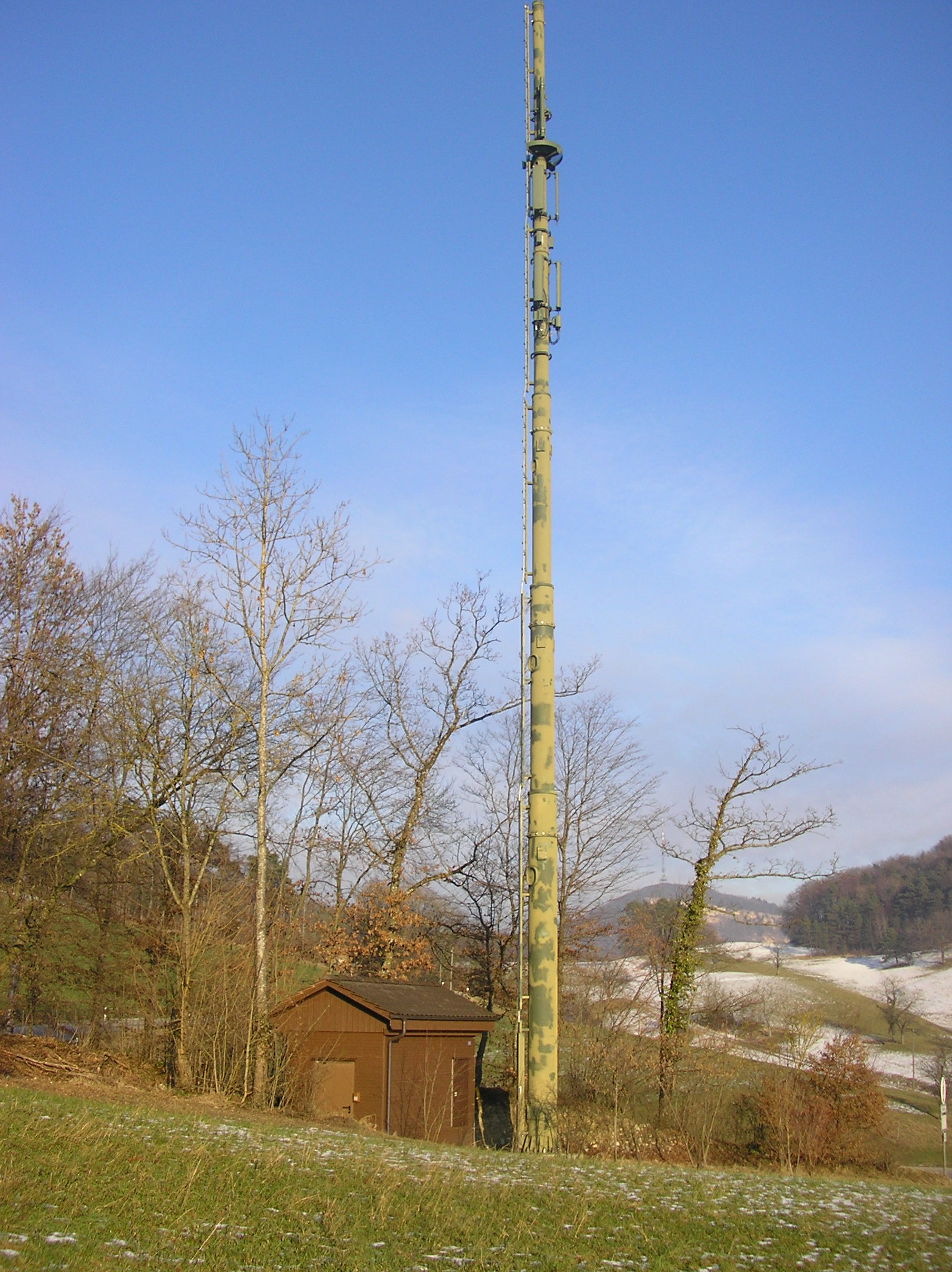
tetrapol

Tetrapol es un estándar que define un sistema de radiocomunicaciones digitales profesionales. Los sistemas basados en este estándar están enfocados principalmente para dar servicio de radiocomunicación a fuerzas y cuerpos de seguridad aunque también se ha empleado por otras organizaciones de servicios públicos y transporte.

## Características
El origen de esta tecnología estuvo en el desarrollo realizado por la firma francesa 'Matra Communications' (actualmente integrada en EADS) para crear una red de radiocomunicaciones digitales seguras para la Gendarmería francesa a principios de los años 90. Pudo ser el estándar ETSI pero en 1994 la mayoría de los fabricantes participantes en el desarrollo del estándar decidió apostar por TETRA. Así pues, en ese año se estableció TETRA como la tecnología del estándar ETSI, quedando el fabricante francés MATRA como el principal apoyo de Tetrapol. En 1996 se hicieron públicas las especificaciones de la tecnología propietaria de MATRA. En la actualidad EADS, además de Tetrapol también fabrica TETRA.
Tetrapol no se puede considerar como un estándar. Esto da como resultado que ningún otro fabricante importante desarrolla actualmente esta tecnología. Esto supone un hándicap para los compradores de Tetrapol ya que al no haber opción de adquirir productos a otros fabricantes, los precios de los productos Tetrapol son más elevados que los de otras tecnologías multimarca. 
A diferencia de Tetrapol, tanto TETRA como P25 (Project 25) son estándares al estar avalados por organismos internacionales como ETSI (European Telecommunications Standards Institute) y TIA (Telecommunications Industry Association) respectivamente.
Tetrapol modula en GMSK en FDMA  con separación de 12.5 kHz entre portadoras.
TETRA modula pi/4-QDPSK en 4 slots TDMA con separación de 25KHz entre portadoras.
La fase 1 de P25 modula C4FM en FDMA con separación de 12.5 kHz entre portadoras.
La fase 2 de P25 modula en 2 slots TDMA con separación de 12.5 kHz entre portadoras.
Cada tecnología ha ganado terreno en diferentes aéreas geográficas: Tetrapol en países de influencia francesa, P25 en países de influencia estadounidense, TETRA en la mayoría de los países europeos y asiáticos. En Suramérica y África se pueden encontrar las tres tecnologías.
La venta de Tetrapol se centra casi exclusivamente en cuerpos de seguridad, es por ello que tiene cifrado extremo a extremo obligatorio, algo que es opcional en el resto de tecnologías mencionadas. Tetrapol no tiene apenas penetración en el sector privado.
En Europa, todos los estados de la CE acordaron en el Convenio de Schengen implantar un mismo sistema que permitiera la interoperabilidad con los estados vecinos; sin embargo, algunos estados se decidieron por una red Tetrapol (Francia, Suiza, España, etc.) y otros por una red TETRA (Reino Unido, Alemania, Polonia, BeNeLux, etc.), por tanto, el intento de estandarización para los cuerpos de seguridad no pudo llevarse a cabo.
En España, el sistema Tetrapol que usan los cuerpos de seguridad del estado es denominado SIRDEE (Sistema de radiocomunicaciones Digitales de Emergencia del Estado) siendo sus usuarios la Policía Nacional , la Guardia Civil y la UME ( Unidad Militar de Emergencias ).
De conformidad con la Decisión de la CEPT ERC/DEC/(96)01, (European Radiocomunications Commitee), las comunicaciones digitales de los servicios públicos de emergencias trabajan en las subbandas 380-385/390-395 MHz en todo el ámbito europeo. En dichas bandas operan las Fuerzas de Seguridad citadas con Tetrapol así como el resto de los servicios públicos como por ejemplo policías locales y autonómicas de España con TETRA.